# Кручинина, Любовь Геннадьевна
Любовь Кручинина (Liubov Kruchynina; род. 16 октября 1972, Николаев, УССР) — советская и украинская фристайлистка, чемпионка СССР в 1988—1989; чемпионка Мира 1990 года в акробатике. Призёр кубка Мира и  Европы в 1991 году. Одна из немногих фристайлисток, выступавших во всех современных видах дисциплинах фристайла — могуле, акробатике и лыжном балете. Наибольших успехов добилась в акробатике.
В детстве, как многие девочки, она занималась спортивной гимнастикой и достигла звания мастера спорта. Затем её увлек фристайл. В конце 1980-х Кручинина уже вошла в сборную СССР. Была победителем и призером чемпионатов СССР 1987—1992 годов. Особого успеха украинские фристайлисты достигли в 1990 году на VII зимней Спартакиаде народов СССР, где сборная Украины заняла первое место в командном зачете https://lib.chmnu.edu.ua/pdf/hudtvoru/27/14.pdf а Любовь Кручинина заняла третье место в комбинации (балет, акробатика, могул).
Когда она училась в Украинским Государственном Университете физической культуры и спорта, на Украине стал популярным фитнесс, и у неё возникло желание «попробовать» и этот вид спорта (вернуться в зал заставил также один из неудачных акробатических лыжных прыжков).
Специалист по физической рекреации.
Добилась звания мастера спорта по фитнесу, неоднократно побеждала в чемпионатах Украины, участвовала в Международных соревнованиях.
Пройдя все этапы в спорте, она стала заниматься тренерской работой по фитнессу. Занималась подготовкой к соревнованиям участниц по фитнесу в Федерации IFBB.
Презентир Международных фитнес Конвенций. Мастер-тренер по фитнессу.